# Reaktorphysik

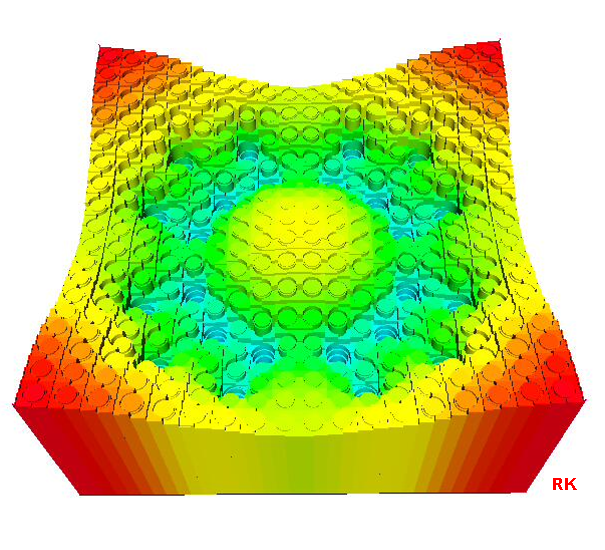
Projektive Darstellung des thermischen Neutronenflusses in einem Brennelement eines Druckwasserreaktors bei eingefahrenen Regelstäben. Ergebnis einer reaktorphysikalischen Transportrechnung.

Die Reaktorphysik, die Reaktortheorie und experimentelle Reaktorphysik umfasst, beschäftigt sich mit den kernphysikalischen Vorgängen in einem Kernreaktor. Die Reaktorphysik wird geprägt durch die Wechselwirkung von freien Neutronen mit Atomkernen in einem begrenzten Raumbereich.
Die wichtigsten physikalischen Größen der Reaktorphysik sind die Anzahldichten der Atome oder der Atomkerne und der freien Neutronen, die Kernreaktionsraten, die Wirkungsquerschnitte der Kernreaktionen und der Neutronenfluss. Das Fachgebiet Reaktorphysik umfasst hauptsächlich die „Neutronenphysik des Reaktors“, für die selten der Terminus „Reaktorneutronik“ verwendet wird.
Die Reaktorphysik baut auf der Kernphysik auf, hat sich aus ihr heraus entwickelt und wurde bis etwa Mitte der 1950er Jahre mit zu ihr gezählt. Es werden weiterhin Nukleardaten (Kerndaten) zwischen Kernphysikern und Reaktorphysikern ausgetauscht. Auch andere – im Folgenden nicht behandelte – physikalische Disziplinen wie Thermodynamik und Strömungsmechanik sind für Kernreaktoren von Bedeutung, insbesondere für Leistungsreaktoren.

## Physikalische Sicht auf einen Kernreaktor
Durch Spaltung von Atomkernen entstehen freie Neutronen in verhältnismäßig hoher Anzahldichte und mit hoher kinetischer Energie. Sie verbreiten sich im materieerfüllten Raum sehr schnell, vergleichbar mit einem Gas. Sie stoßen mit den Atomkernen, die sich im gleichen Raum befinden, zusammen, verringern dabei ihre kinetische Energie, lösen unterschiedliche Kernreaktionen aus und verändern damit die Anzahldichten der in diesem Raumbereich befindlichen Nuklide. Sie werden schließlich in Sekundenbruchteilen von Atomkernen, überwiegend von spaltbaren Atomkernen, wieder eingefangen. Deshalb kann der radioaktive Zerfall des Neutrons (Lebensdauer 880 s) in der Neutronenbilanz vernachlässigt werden. Mit der Absorption des Neutrons in einem Atomkern ist der „Lebensweg“ dieses Neutrons beendet; sofern der einfangende Kern ein spaltbares Nuklid ist und es tatsächlich zur Spaltung kommt, setzt er eine neue Generation von Neutronen frei.

## Grundlagen

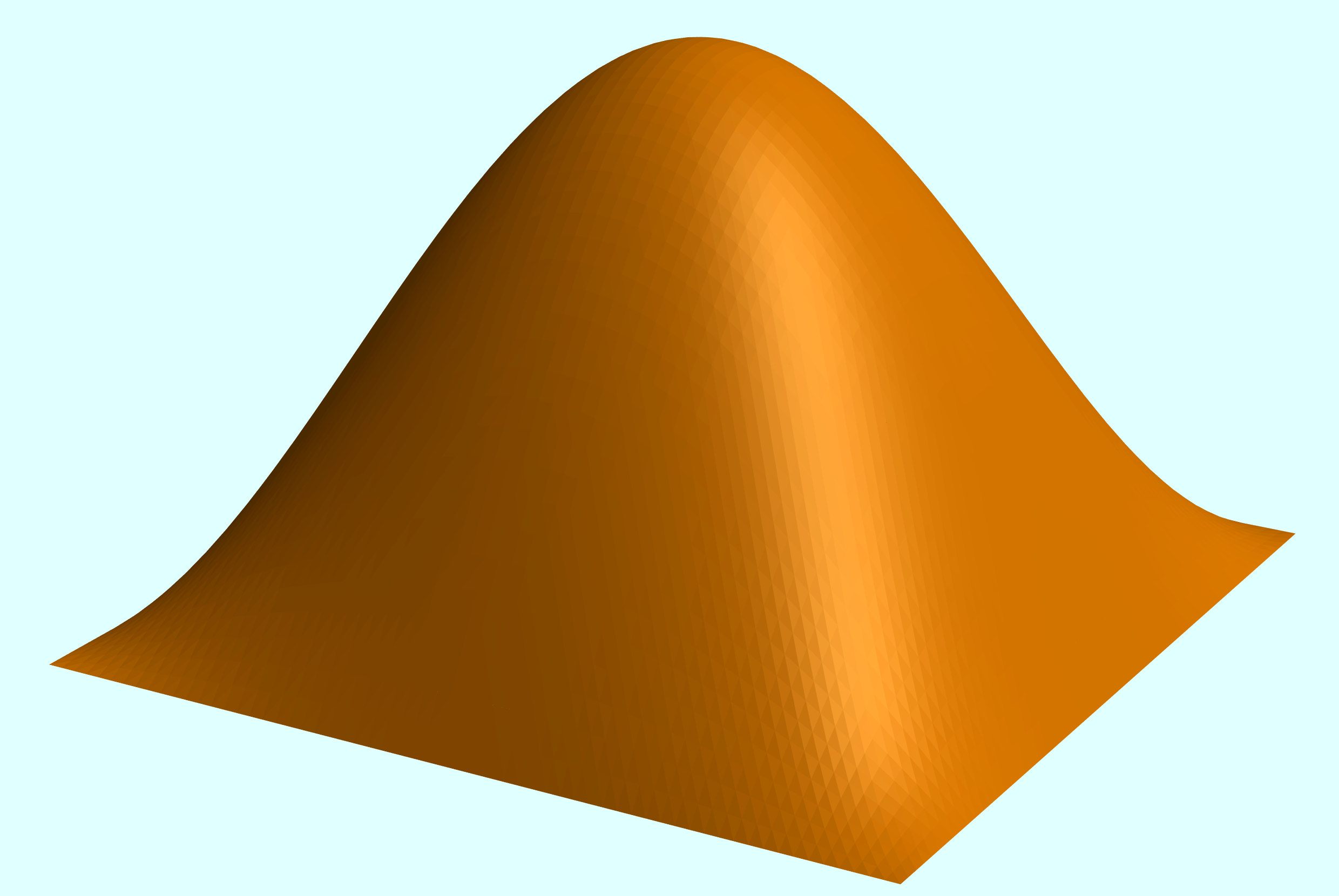
2D-Neutronenfluss in 3D-Darstellung über einer Querschnittsfläche eines Kernreaktors in Gestalt eines Quaders mit homogen verteiltem Kernbrennstoff. Der Neutronenfluss hat an allen Außenflächen des Quaders den Zahlenwert Null, was vorgegeben wurde. Der Neutronenfluss ist frei normierbar, z. B. kann dem Maximalfluss der Zahlenwert Eins zugewiesen werden

Die grundlegende Gleichung der Reaktorphysik ist die Boltzmannsche Neutronentransportgleichung, eine reelle partielle Integro-Differentialgleichung, der der Neutronenwinkelfluss gehorcht. Sie kann nur numerisch näherungsweise gelöst werden.
Der Neutronenwinkelfluss, der die Gleichung löst, ist klassisch-mechanisch interpretierbar und eine Funktion reeller Größen.
Die für die Praxis wichtige Näherung der Boltzmannschen Neutronentransportgleichung ist die Neutronendiffusionsgleichung. Mathematisch wird dabei die Neutronentransportgleichung im stationären Fall durch eine elliptische partielle Differentialgleichung angenähert, deren Lösungsfunktion der Neutronenfluss ist.
Fachdisziplinen, in denen kurze zeitliche Änderungen der Reaktorparameter, insbesondere Störfälle, untersucht werden, sind die Reaktorkinetik und die Reaktordynamik. In ihnen wird die Neutronenphysik mit Fluiddynamik und Thermodynamik gekoppelt.

## Zur Geschichte der Trennung von Kernphysik und Reaktorphysik
Freie Neutronen in hoher Anzahldichte standen für Forschung und Anwendung erst seit Inbetriebnahme des ersten Kernreaktors Chicago Pile im Jahr 1942 zur Verfügung. Alle Forschungsarbeiten dazu und zu Kernreaktoren allgemein in den Jahren danach fielen zunächst in die Zuständigkeit der Kernphysik. Die Anzahl der Physiker, die sich ausschließlich mit Neutronenphysik und Kernreaktoren befassten, nahm deutlich zu, und die Methodik entfernte sich zunehmend von der der niederenergetischen Kernphysik. Deshalb trennten sich die Reaktorphysiker in der Mitte der 1950er Jahre von den Kernphysikern, was sich in eigenen Fachzeitschriften und Fachorganisationen manifestierte.
Als Meilenstein dieser Trennung kann die Erste Internationale Konferenz zur friedlichen Nutzung der Atomenergie in Genf im Jahr 1955 angesehen werden. Die Atomgroßmächte USA, UdSSR, Großbritannien und Frankreich gaben auf dieser Konferenz das erste Mal einen Einblick in ihre Aktivitäten und Pläne bezüglich der zivilen Nutzung der Kernenergie und in die reaktorphysikalische Forschung. Danach wurden in vielen Ländern nationale Kernforschungszentren gegründet, in Deutschland zum Beispiel das Kernforschungszentrum Karlsruhe, die Kernforschungsanlage Jülich und das Zentralinstitut für Kernphysik Rossendorf. Sie enthielten bereits Abteilungen, die Reaktorphysik oder Reaktortheorie im Namen trugen.
Die beiden ersten Fachzeitschriften, insbesondere für die Gebiete Reaktorphysik, Reaktortechnik und Kerntechnik, waren die Zeitschriften Nuclear Science and Engineering und Атомная энергия (Atomnaja energija), beide im Jahr 1956 gegründet. Beide Zeitschriften verstehen sich als „Quellen für Informationen über Grundlagen- und angewandte Forschung in allen wissenschaftlichen Bereichen im Zusammenhang mit der friedlichen Nutzung der Kernenergie sowie über Anwendungen von Kernteilchen und Strahlung.“ Nuclear Science and Engineering wird von der American Nuclear Society herausgegeben. Eine der 19 Arbeitsgruppen dieser Gesellschaft trägt den Namen Reactor Physics.
Im Jahr 1957 wurde die halbautonome Institution Nuclear Energy Agency (NEA) innerhalb der Organisation für wirtschaftliche Zusammenarbeit und Entwicklung (OECD) zur Förderung einer sicheren, umweltschonenden und wirtschaftlichen Nutzung der Kernenergie mit Sitz in Paris gegründet. Die Organisation betreibt verschiedene Nukleardatenbanken in ihren Nuclear Data Services und einen Computerprogrammdienst für Computerprogramme, die der friedlichen Nutzung der Kernenergie dienen. Ein nicht unerheblicher Teil der vom Computerprogrammdienst der NEA verwalteten und verteilten Programme wurde von Reaktorphysikern entwickelt oder wird von Reaktorphysikern und Reaktortechnikern genutzt. Zu den Nukleardatenbanken leisten sowohl Reaktorphysiker als auch Kernphysiker ihren Beitrag.
Im gleichen Jahr 1957 erschien das erste Lehrbuch der Reaktorphysik und -technik in deutscher Sprache. Folglich konnte der Verfasser auf keine einheitliche und allgemein anerkannte deutsche Terminologie zurückgreifen. Er stand vor der Wahl, entweder die englischen Fachausdrücke zu übernehmen oder eine eigene deutsche Terminologie zu prägen und entschied sich zu Letzterem. Bereits in diesem Buch wird Reaktorphysik als gleichberechtigter Zweig der Physik neben der Kernphysik benannt.

## Wichtige reaktorphysikalische Größen
Die bis 1948 herausgearbeiteten physikalischen Größen der Reaktortheorie hat ein Mitarbeiter des Oak Ridge National Laboratory zusammengestellt. Etwa Ende 1950 war diese erste Phase der „Größenfindung“ abgeschlossen. Dabei haben die Reaktorphysiker einigen wenigen Größen Namen gegeben, die nicht konsistent mit den üblichen Regeln der Namensgebung von Größen innerhalb der Physik sind. Eine von diesen ist die Neutronenfluss genannte Größe. Sie wird nach der Kernreaktionsratendichte als die wichtigste Größe der Reaktorphysik angesehen. Diese Größe ist weder ein „Fluss“ noch eine „Flussdichte“ im physikalischen Sinne. Missverständnisse, die mit dem Namen dieser Größe verknüpft sind, ziehen sich durch die ganze Entwicklungsgeschichte der Reaktorphysik und sind zum Teil bis heute noch nicht ausgeräumt. Bei einer anderen reaktorphysikalischen Größe, die makroskopischer Wirkungsquerschnitt genannt wurde, ist das ähnlich, wenn auch mit weniger offensichtlichen Konsequenzen als beim Neutronenfluss.
In der nachfolgenden Tabelle sind stellvertretend für hunderte reaktorphysikalische Größen diejenigen Größen aufgeführt, die vom Zeitpunkt des Abschlusses der „Größenfindung“ an bis heute zu den wichtigsten der Reaktorphysik zählen. Nach dem Größensymbol sind in Klammern die unabhängigen Variablen aufgeführt, die für die entsprechende Größe relevant sind. Dabei steht  {\displaystyle {\vec {x}}} für den Ort, {\displaystyle E} für die Neutronenenergie, {\displaystyle \Omega } für den Raumwinkel und {\displaystyle t} für den Zeitpunkt. Das Einheitensymbol {\displaystyle \mathrm {n} } steht hier für „Anzahl der Neutronen“, das Einheitensymbol {\displaystyle \mathrm {r} } für „Anzahl der Kernreaktionen“ und das Einheitensymbol {\displaystyle \mathrm {a} } für „Anzahl der Atome“. Man beachte, dass mit dem Größensymbol {\displaystyle n} für die Neutronendichte und dem für die Kernreaktionsratendichte {\displaystyle r} zwar die gleichen Buchstaben verwendet werden wie für Einheiten, jene Größensymbole sich aber im Schriftschnitt kursiv von diesen Einheitensymbolen unterscheiden.
| Symbol                                        | Einheit                                                 | Name                                      | Typ    |
| --------------------------------------------- | ------------------------------------------------------- | ----------------------------------------- | ------ |
| {\displaystyle r({\vec {x}},t)}               | {\displaystyle \mathrm {\frac {r}{cm^{3}\ s}} }         | Kernreaktionsratendichte                  | Skalar |
| {\displaystyle \Phi ({\vec {x}},E,t)}         | {\displaystyle \mathrm {\frac {n}{cm^{2}\ s}} }         | Neutronenfluss                            | Skalar |
| {\displaystyle \varphi ({\vec {x}},E,t)}      | {\displaystyle \mathrm {\frac {n}{cm^{2}\ s\ eV}} }     | Neutronenflussspektrum                    | Skalar |
| {\displaystyle \psi ({\vec {x}},E,\Omega ,t)} | {\displaystyle \mathrm {\frac {n}{cm^{2}\ s\ eV\ sr}} } | Neutronenwinkelfluss                      | Skalar |
| {\displaystyle {\vec {J}}({\vec {x}},E,t)}    | {\displaystyle \mathrm {\frac {n}{cm^{2}\ s}} }         | Neutronenstromdichte                      | Vektor |
| {\displaystyle n({\vec {x}},t)}               | {\displaystyle \mathrm {\frac {n}{cm^{3}}} }            | Neutronenanzahldichte („Neutronendichte“) | Skalar |
| {\displaystyle N({\vec {x}},t)}               | {\displaystyle \mathrm {\frac {a}{cm^{3}}} }            | Atomanzahldichte („Atomdichte“)           | Skalar |
| {\displaystyle \sigma (E)}                    | {\displaystyle \mathrm {cm^{2}} }                       | Wirkungsquerschnitt                       | Skalar |
| {\displaystyle \Sigma ({\vec {x}},t)}         | {\displaystyle \mathrm {\frac {1}{cm}} }                | Makroskopischer Wirkungsquerschnitt       | Skalar |
| {\displaystyle B({\vec {x}},t)}               | {\displaystyle \mathrm {\frac {kW\ d}{g}} }             | Spezifischer Abbrand                      | Skalar |
| {\displaystyle \Phi _{t}({\vec {x}},E)}       | {\displaystyle \mathrm {\frac {n}{cm^{2}}} }            | Neutronenfluenz                           | Skalar |
| {\displaystyle k_{\mathrm {eff} }}            | {\displaystyle 1}                                       | Effektiver Neutronenmultiplikationsfaktor | Skalar |
| {\displaystyle \rho }                         | {\displaystyle 1}                                       | Reaktivität                               | Skalar |
Das Einheitensymbol {\displaystyle \mathrm {sr} } steht für die Raumwinkeleinheit Steradiant, {\displaystyle \mathrm {W} } für die Leistungseinheit Watt und {\displaystyle \mathrm {d} } für die Zeiteinheit Tag. In der letzten Spalte der Tabelle ist der Variablentyp (Skalar oder Vektor) der jeweiligen Größe angegeben. Mit Ausnahme der Neutronenstromdichte sind alle hier gelisteten Größen vom Typ Skalar, wie eine Massendichte zum Beispiel auch.

## Atomic Energy Research

Plakat des 7th AER Symposium on VVER Reactor Physics and Reactor Safety im Jahr 1997

Atomic Energy Research (AER) ist eine Gemeinschaft von Reaktorphysikern und Ingenieuren aus Ländern, die Kernreaktoren vom Typ WWER betreiben oder betrieben haben. Thematische Arbeitsgruppen untersuchen theoretische und praxisnahe wissenschaftliche Probleme und tauschen ihre Erfahrungen aus. Seit 1991 wird in jedem Herbst ein AER-Symposium organisiert.
Es gibt folgende Arbeitsgruppen (Stand 2020):
- Verbesserung, Erweiterung und Validierung parametrisierter Kerndatenbibliotheken mit wenigen Gruppen für Reaktoren vom Typ WWER-440 und WWER-1000
- Core Design (Fortgeschrittene Brennstoffkreisläufe, Codevalidierung)
- Core Monitoring (Neutronenflussrekonstruktion, In-Core Messungen)
- WWER-Reaktorsicherheitsanalyse
- Physikalische Probleme bei abgebrannten Brennelementen, Radioaktive Abfälle und Stilllegung von Kernkraftwerken
- Perspektiven und Nachhaltigkeit des Brennstoffkreislaufs
- Thermohydraulik, CFD

## PHYSOR
Konferenzen Physics of Reactors (PHYSOR), organisiert von der American Nuclear Society gemeinsam mit anderen internationalen Foren, finden alle zwei Jahre statt. Sie bringen Reaktorphysiker zusammen, um weltweites Fachwissen in Reaktorphysik, Kernreaktorforschung und -analyse und verwandten Fachgebieten auszutauschen. Die Themenbereiche (Conference Topics) der PHYSOR 2018 waren ähnlich denen, die im folgenden Abschnitt als Teilbereiche der Reaktorphysik aufgeführt sind.

## Teilbereiche der Reaktorphysik
Eine allgemein verbindliche Untergliederung der Reaktorphysik gibt es nicht, wie beim Vergleich der Inhaltsverzeichnisse der unten aufgeführten Standardlehrbücher deutlich wird. Die Unterschiede lassen sich nachvollziehen, wenn man die Untergliederung, die in den Konferenzen PHYSOR getroffen wird, beispielsweise mit den Kapitelüberschriften der Monographie von Stacey vergleicht, was anhand der Leseprobe von Google Books getan werden kann.
Den Konferenzen PHYSOR folgend kann die Reaktorphysik in folgende Teilbereiche untergliedert werden:

### Reaktoranalysis
Die Reaktoranalysis widmet sich grundsätzlichen Aufgaben der Reaktorphysik. Dieser Teilbereich definiert die physikalischen Größen, die für die ganze Reaktorphysik relevant sind. Darauf aufbauend entwickelten und entwickeln Reaktortheoretiker den physikalischen und numerisch-mathematischen Apparat, mit dem die Verteilung der Neutronen innerhalb eines Raumbereichs beschrieben und berechnet werden kann. Der Raumbereich kann ein Teilbereich des Kernreaktors („Zellberechnung“) sein oder den Reaktor als Ganzes und seine nähere Umgebung umfassen („globale Reaktorberechnung“).
Die zentrale Aufgabenstellung ist die Bestimmung der Verteilung der Neutronen in diesem Raumbereich nach Ort, Energie und Neutronenflugrichtung sowie in Abhängigkeit vom gewählten Zeitpunkt. Insbesondere zählt zur Reaktoranalysis die Entwicklung numerischer Lösungsverfahren der reaktorphysikalischen Grundgleichungen. Die dabei angewandten Näherungsverfahren unterscheiden sich von Reaktortyp zu Reaktortyp deutlich und werden permanent weiterentwickelt.
Es ist „einfacher, die Neutronentransportgleichung abzuleiten (erfordert das Konzept der Neutronenerhaltung plus ein wenig Vektorrechnung) als die Neutronendiffusionsgleichung zu verstehen, die in den meisten Entwicklungen der Reaktoranalysis zum Einsatz kommt.“ In der praktischen Umsetzung (Programmumfang, Rechenzeiten) ist es genau umgekehrt.

### Experimentelle Reaktorphysik
Seit Beginn der Kernenergetik werden in verschiedenen Forschungslaboratorien, überwiegend an Forschungsreaktoren, weltweit zahlreiche Experimente zu Kernenergie und Kerntechnik durchgeführt. Ein Sitzungsbericht der Leibniz-Sozietät gibt einen Überblick über Experimente an den Forschungsreaktoren Rossendorfer Forschungsreaktor und Rossendorfer Ringzonenreaktor. Auch Nullleistungsreaktoren („kritische Anordnungen“) wie beispielsweise SNEAK waren und sind entscheidend wichtig für die neutronenphysikalische Entwicklung bestimmter Reaktortypen; sie ermöglichen die Messung der räumlichen Neutronenfluss- und damit Leistungsverteilung in einem geplanten Reaktorkern, ebenso von Steuerstab-Reaktivitätswerten, Konversionsraten, Neutronenspektren und verschiedenen Reaktivitätskoeffizienten, vor allem Kühlmittelverlustkoeffizienten.
Im Jahr 1999 wurde das Projekt International Reactor Physics Experiment Evaluation (IRPhE) als Pilotprojekt der NEA initiiert. Seit 2003 werden experimentelle Daten zur Reaktorphysik bewahrt, einschließlich Messmethoden und Daten für Anwendungen in der Kernenergie sowie die darin enthaltenen Kenntnisse und Kompetenzen. Die wichtigste gedruckte Publikation ist das jährlich erscheinende International Handbook of Evaluated Reactor Physics Benchmark Experiments.

### Deterministische Transporttheorie
Die Deterministische Transporttheorie, die die Neutronendiffusionstheorie einschließt, unterteilt die unabhängigen Variablen der Transportgleichung, den Raumbereich, die Energie und gegebenenfalls die Neutronenflugrichtung in diskrete Teile (Diskretisierung) und löst die entstehenden Differenzengleichungssysteme numerisch. Der Fokus liegt dabei vor allem auf dem kritischen, also stationären Reaktor. Aber auch zeitliche Änderungen über längere Zeiträume gehören in diesen Teilbereich, wobei anstelle der unabhängigen Variablen Zeit die Größe Abbrand verwendet wird. Hierunter fallen Berechnungen des Energiespektrums der Neutronen und Erzeugung von Mehrgruppenquerschnitten sowie Gitter- und Zellprobleme.

### Monte-Carlo-Methoden
Was heute Monte-Carlo-Methode oder Monte-Carlo-Simulation genannt wird, wurde von einem Mathematiker im Kontext des Neutronentransports erfunden. Mit einer Monte-Carlo-Methode, inzwischen in anderen Gebieten vielfach angewendet, werden Lebenswege von Teilchen simuliert. Das Teilchen wird von seinem Auftreten in einem gegebenen Raumbereich (Geburt im oder Eintritt in den Raumbereich) über alle Kernprozesse innerhalb des Raumbereichs bis zu seinem Verschwinden aus diesem Raumbereich (Tod oder Austritt aus dem Raumbereich) verfolgt. Die Geometrie und Materialverteilung des Raumbereichs und die Nukleardaten gehören zu den Eingabedaten. Über die Wahrscheinlichkeitsverteilung jedes Ereignisses kann per Pseudozufallszahl jeder Lebensabschnitt des Teilchens statistisch verfolgt und aufgezeichnet werden. Zu den bekannten Computerprogrammen auf Basis der Monte-Carlo-Methode in der Reaktorphysik gehören MCNP und SERPENT.

### Brennstoffzyklus
Als Brennstoffzyklus werden in der Reaktorphysik (theoretische Aspekte) und Kerntechnik (Praxis) zusammenfassend alle Arbeitsschritte und Prozesse bezeichnet, die der Versorgung und Entsorgung radioaktiver Stoffe dienen. Die jeweiligen neutronenphysikalischen Untersuchungen, wie Kritikalitätsberechnungen zur sicheren Zwischenlagerung abgebrannter Brennelemente, gehören zum Arbeitsfeld der Reaktorphysik und Reaktortechnik.

### Transienten- und Sicherheitsanalyse
Zur Reaktorphysik und zur Reaktortechnik gehört neben der Untersuchung von stationären und quasistationären Zuständen des Kernreaktors die Untersuchung von Zuständen, in denen der effektive Neutronenmultiplikationsfaktor nicht gleich 1 ist. Neutronenfluss und Reaktorleistung sind zeitabhängig. Eine veränderte Reaktorleistung ändert über den Temperaturkoeffizienten den effektiven Neutronenmultiplikationsfaktor. Zeitabhängige Zustände des Reaktors, als Transienten bezeichnet, spielen eine große Rolle bei Reaktorstörfällen. Sie werden in verschiedene Kategorien unterteilt: zum Beispiel den Auslegungsstörfall eines Kernkraftwerks, für den die Sicherheitssysteme ausgelegt sind und der von diesen beherrscht werden muss, Kühlmittelverluststörfälle, ausgelöst durch das Austreten von Kühlmittel aus dem Kühlkreislauf, oder Reaktivitätsstörfälle, ausgelöst durch unbeabsichtigte „Zufuhr“ von Reaktivität, die zu einer Leistungsexkursion führt. Für die Sicherheit von Kernkraftwerken sind, besonders bei neuen Reaktorkonzepten, die reaktorphysikalischen Untersuchungen mit entscheidend.

### Nukleardaten (Kerndaten)
Der Reaktorphysiker benötigt als Eingabedaten für seine Computerprogramme Nukleardaten für alle Nuklide, die in einem Kernreaktor bei seiner Inbetriebnahme eingesetzt werden oder die sich im Laufe des Betriebs durch Kernreaktionen bilden. Diese Nukleardaten werden überwiegend aus Messungen gewonnen. Die theoretische Kernphysik kann diese Größen in fast keinem Fall mit einer Genauigkeit berechnen, die heute für reaktorphysikalische Berechnungen erforderlich ist.

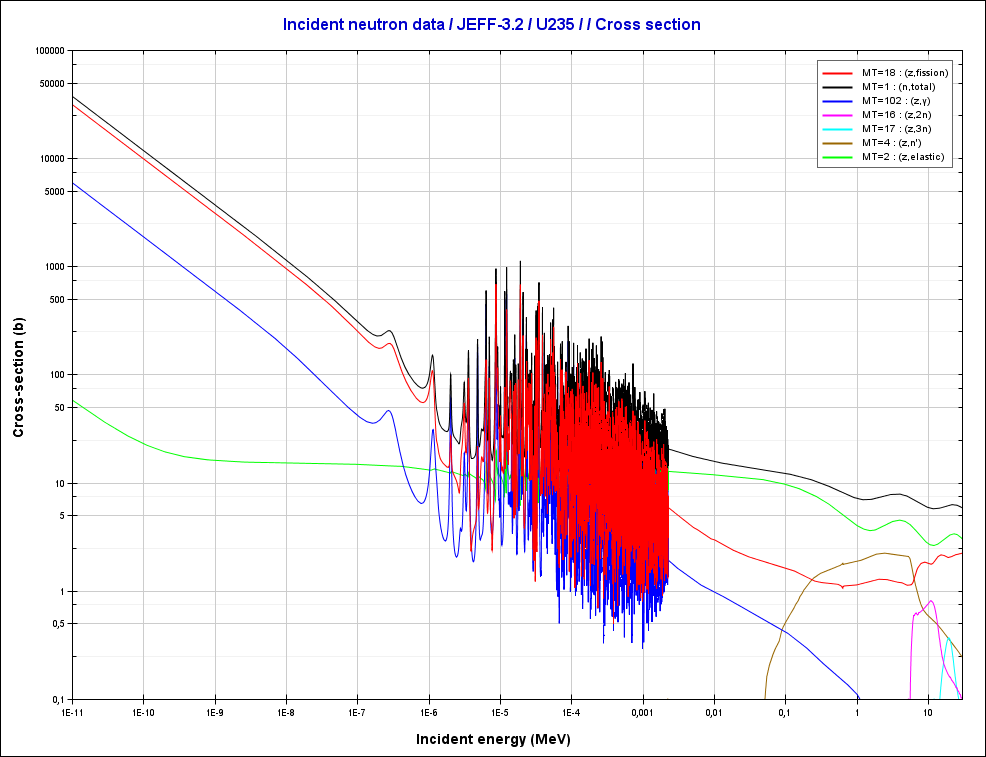
Wirkungsquerschnitte für 6 Kernreaktionen von Neutron und Atomkern ^{235}U und ihre Summe als Funktion der kinetischen Energie der Neutronen. In der Legende steht hier teilweise z statt des üblichen Symbols n für Neutron (Datenquelle: JEFF, graphische Darstellung: Kerndatenbetrachter JANIS 4)

Nukleardaten sind somit von grundlegender Bedeutung insbesondere für Reaktorphysiker und -techniker, können es aber auch für Biologen und Ärzte zum Beispiel sein. Nukleardaten umfassen die physikalischen Größen der radioaktiven Zerfallseigenschaften, Spaltausbeuten und Wechselwirkungsdaten (Wirkungsquerschnitte, Resonanzparameter, Energie- und Winkelverteilungen …) für verschiedene Projektile (Neutronen, Protonen etc.), und das über einen weiten Energiebereich dieser Projektile.
Die Nukleardaten sind in Datenbanken gespeichert und werden von dort verbreitet. Spezielle Formate existieren für experimentelle Daten (EXFOR), eingeschätzte Daten (ENDF, JEFF, ENSDF), oder verarbeitete Daten (PENDF, GENDF). Die Nukleardaten sind jedoch so vielgestaltig und ihre Menge so groß, dass in der Regel ein Anwender die Hilfestellung eines auf Nukleardaten spezialisierten Fachmanns in Anspruch nehmen wird, meist eines spezialisierten Reaktorphysikers. Mit dem Visualisierungsprogramm Java-based Nuclear Information Software (JANIS) zum Beispiel ist es jedoch jedermann jederzeit möglich, nach endlicher Einarbeitungszeit auf numerische Werte aller dieser Datenbanken und grafische Darstellungen ohne vorherige Kenntnis der Speicherformate zuzugreifen.
In eine zweite Kategorie von Daten, die streng genommen nicht zu den Kerndaten gehören, fallen die Atommassen. Sie werden benötigt, um die Anzahldichten aller in einem Raumbereich vorhandenen Nuklide zu berechnen. Sie stehen stellvertretend für die Kernmassen. Geschätzte Atommassen werden in größeren Zeitabständen in einer Atomic Mass Evaluation veröffentlicht.

### Reaktorkonzepte
Das Forschungsgebiet Reaktorkonzepte für den Leistungsbetrieb ist, was die Reaktorphysik betrifft, keineswegs abgeschlossen. Relativ gut erforscht sind die klassischen Reaktortypen und eine Reihe von Sondertypen. Seit dem Jahr 2000 stehen sechs Reaktortypen der IV. Generation auf dem Prüfstand:
- Schneller gasgekühlter Reaktor
- Höchsttemperaturreaktor
- Leichtwasserreaktor mit überkritischem Wasser als Moderator, Kühlmittel und Wärmeüberträger
- Schneller natriumgekühlter Reaktor
- Schneller bleigekühlter Reaktor
- Salzschmelzenreaktor

### Forschungsreaktoren
Forschungsreaktoren dienen physikalischen, kern- und materialtechnischen Untersuchungen und/oder produzieren Radionuklide für Medizin und Technik. Es wird die Neutronenstrahlung des Reaktors und nicht die Wärmeenergie genutzt. Ein bekannter deutscher Forschungsreaktor wird dementsprechend Forschungsneutronenquelle genannt. Außerdem dienen Forschungsreaktoren zu Ausbildungszwecken. Der Betrieb eines Forschungsreaktors benötigt detaillierte reaktorphysikalische Begleitrechnungen, vor allem, wenn er vielfältig genutzt wird.

### Umweltauswirkungen nuklearer Aktivitäten
Für dieses Gebiet sind in der Kategorie Environmental and Earth Sciences des NEA-Computer Program Services im Jahr 2018 mehr als 170 Computerprogramme verzeichnet, an deren Entstehen Reaktorphysiker beteiligt waren.

## Reaktorphysik, Reaktortechnik, Kerntechnik
Reaktorphysik und Reaktortechnik verhalten sich zueinander wie Physik und Technik im Allgemeinen. Planung, Auslegung, Bau, Betrieb und Stilllegung eines Kernreaktors fallen weitgehend in die Zuständigkeit der Reaktortechnik. Die Kerntechnik schließt die Reaktortechnik mit ein, umfasst aber auch die Technik der Nuklearmedizin und Strahlentherapie und diverse Anwendungen der Radioaktivität.
Auch manche Lehrbücher, die Neutronenphysik oder Neutron physics im Titel führen, widmen sich überwiegend der Reaktorphysik und weniger der Physik des Neutrons selbst (Neutronenstruktur) oder etwa der Physik der neutroneninduzierten Kernreaktionen in AGB-Sternen.

## Reaktorphysikalische Computerprogramme
Neben dem bereits erwähnten Monte-Carlo-Programm zur Simulation nuklearer Prozesse MCNP existiert das deterministische Neutronendiffusionsprogramm PDQ. Es ist ein zweidimensionales Reaktordesign-Programm, in der Programmiersprache Fortran, die sich als Standard-Programmiersprache in der Reaktorphysik etablierte, geschrieben und 1957 veröffentlicht. PDQ berechnet eine diskrete numerische Näherung des Neutronenflusses aus den zeitunabhängigen Neutronendiffusionsgleichungen für wenige Energiegruppen für einen heterogenen Reaktor in einem zweidimensionalen rechteckigen Bereich. Die unabhängigen Ortsvariablen sind entweder {\displaystyle (x,y)} in kartesischen Koordinaten oder {\displaystyle (r,z)} in Zylinderkoordinaten.
Das Programm PDQ war Vorbild für dutzende Computerprogramme mit gleicher Zielstellung weltweit. Es wurde über Jahrzehnte weiterentwickelt und verlor (wie alle Feingitter-Neutronendiffusionsprogramme) erst nach der Entwicklung sogenannter nodaler Diffusionsprogramme seine dominierende Stellung in der Reaktorphysik. Die Entwicklungsarbeiten an diesem Programm werden bis heute als Meilenstein in der computergestützten numerischen Mathematik betrachtet.
In der Programmbibliothek Computer Program Services der NEA werden vorwiegend, aber nicht ausschließlich, reaktorphysikalische Programme gesammelt, getestet und an Institute und Universitäten der Mitgliedsstaaten der OECD kostenlos weitergegeben. Allein in der reaktorphysikalischen Kategorie Static Design Studies sind dort 60 Programme in der Programmiersprache Fortran gelistet.

## Bedeutende Reaktorphysiker

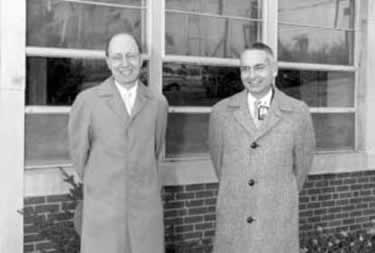
Eugene Wigner (links) und Alvin Weinberg im Oak Ridge National Laboratory

Seit 1990 wird jährlich der Eugene P. Wigner Reactor Physicist Award von der American Nuclear Society für herausragende Leistungen an Reaktorphysiker vergeben. Er ist zu Ehren von Eugene Paul Wigner benannt, der auch der erste Preisträger war. Der zweite Preisträger, der Reaktorphysiker Alvin M. Weinberg, ist durch das Lehrbuch The physical theory of neutron chain reactors, das er gemeinsam mit seinem Lehrer Wigner verfasst hat, unter Reaktorphysikern weltweit bekannt geworden. Von 1955 bis 1973 leitete er das Oak Ridge National Laboratory (ORNL) als Direktor.
1973 wurde Weinberg von der Nixon-Administration als Leiter des ORNL entlassen, weil er für eine hohe nukleare Sicherheit und den Salzschmelzenreaktor (MSR) eingetreten war, und dessen Entwicklung, die Weinberg seit 1955 vorangetrieben hatte, gestoppt. Es gab eine kurze Wiederbelebung der MSR-Forschung am ORNL als Teil des Nonproliferationsprogramms der Carter-Administration – eine abschließende Publikation, die von vielen immer noch als Referenzdesign für kommerzielle Salzschmelzenreaktoren angesehen wird.

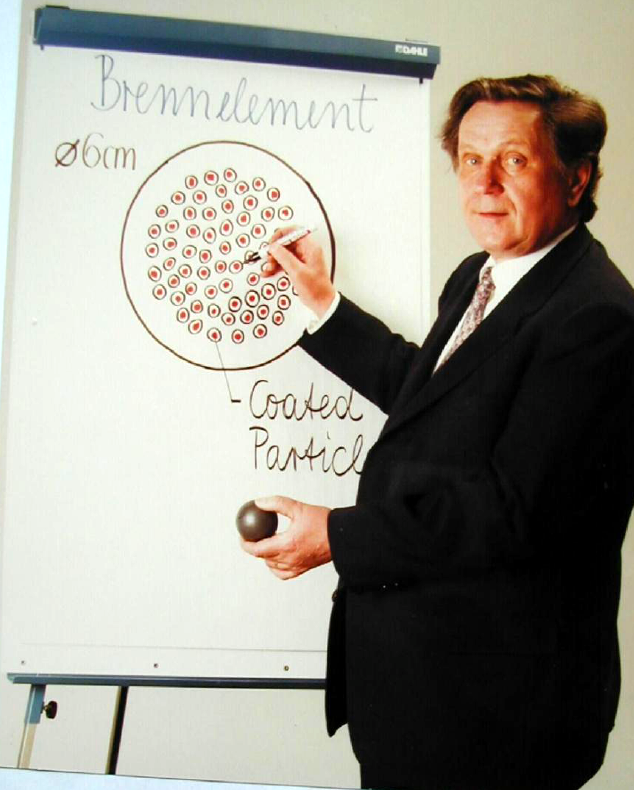
Rudolf Schulten erläutert das Brennelement eines Kugelhaufenreaktors

In Deutschland sind Karl Wirtz und Rudolf Schulten zu nennen. Wirtz war schon Mitarbeiter Heisenbergs im deutschen Uranprojekt gewesen, konzipierte und leitete den Bau des ersten erfolgreichen deutschen Forschungsreaktors FR 2, war Mitbegründer der Brutreaktorentwicklung in Europa und Professor an der Technischen Hochschule Karlsruhe. Auch Schulten lehrte Reaktorphysik an dieser Hochschule und verfasste 1960 zusammen mit Wernfried Güth ein Lehrbuch Reaktorphysik. Schulten hat die Idee des Kugelhaufenreaktors von Farrington Daniels aufgegriffen.

## Mit Reaktorphysik befasste Institute und Hochschulen
In Deutschland werden Reaktorphysik und verwandte Gebiete unter anderem in Aachen, Dresden und Karlsruhe bearbeitet und gelehrt.
In der Schweiz gibt es Studiengänge, die das Fachgebiet Reaktorphysik umfassen, an den technischen Hochschulen in Zürich und Lausanne. In Österreich bietet die Technische Universität Wien einen entsprechenden Studiengang an.
In Frankreich wird Reaktorphysik und -technik in der Abteilung Nuclear Reactor Physics and Engineering an der Universität Paris-Saclay gelehrt. In Frankreich ist auch die Nuclear Reactor Physics Group an der Universität Grenoble Alpes zu nennen.
In den Niederlanden ist die Abteilung Reactor Physics and Nuclear Materials an der Technischen Universität Delft die einzige akademische Gruppe, die auf dem Gebiet Reaktorphysik ausbildet und forscht.

### Standardlehrbücher
Zu den Themen Reaktorphysik, Reaktortheorie und Reaktoranalysis gibt es weit über einhundert Lehrbücher. Die hier aufgeführten Standardlehrbücher wurden nach einer Befragung von Reaktorphysikern ausgewählt.
- Samuel Glasstone, Milton C. Edlund: The elements of nuclear reactor theory. MacMillan, London 1952 (VII, 416 S., online). Diese Monografie nimmt eine herausragende Stellung ein, weil sie wie keine andere die damals junge Generation der Reaktorphysiker in West und Ost und die späteren Lehrbuchschreiber geprägt hat. Sie ist im 6. Druck vom Februar 1957 vollständig online einsehbar. Volltextsuche ist möglich. Übersetzung: Samuel Glasstone, Milton C. Edlund: Kernreaktortheorie. Eine Einführung. Springer, Wien 1961, 340 S.
- Alvin M. Weinberg, Eugene Paul Wigner: The physical theory of neutron chain reactors. Univ. of Chicago Press, Chicago 1958, ISBN 0-226-88517-8 (XII, 800 S.).
- John R. Lamarsh: Introduction to nuclear reactor theory. Addison-Wesley, Reading, Mass. 1966 (XI, 585 S.).
- George I. Bell, Samuel Glasstone: Nuclear reactor theory. Van Nostrand Reinhold, New York 1970 (XVIII, 619 S.).
- James J. Duderstadt, Louis J. Hamilton: Nuclear reactor analysis. Wiley, New York 1976, ISBN 978-0-471-22363-4 (xvii, 650 S.).
- Rudi J. J. Stammler, Máximo J. Abbate: Methods of steady-state reactor physics in nuclear design. Acad. Press, London 1983, ISBN 0-12-663320-7 (XVI, 506 S.).
- Аполлон Николаевич Климов (Apollon Nikolajewitsch Klimow): Ядерная физика и ядерные реакторы. Атомиздат, Москва 1971 (384 S.).
- Paul Reuss: Neutron physics. EDP Sciences, Les Ulis, France 2008, ISBN 978-2-7598-0041-4 (xxvi, 669 S.).
- Elmer E. Lewis: Fundamentals of nuclear reactor physics. Academic Press, Amsterdam, Heidelberg 2008, ISBN 978-0-12-370631-7 (XV, 293 S.).
- Weston M. Stacey: Nuclear Reactor Physics. Wiley, 2018, ISBN 978-3-527-81230-1 (eingeschränkte Vorschau in der Google-Buchsuche).

### Lehrbücher in deutscher Sprache
- Ferdinand Cap: Physik und Technik der Atomreaktoren. Springer, Wien 1957 (XXIX, 487 S., eingeschränkte Vorschau in der Google-Buchsuche [abgerufen am 21. August 2018]). Dieses Buch ist aus Vorlesungen entstanden, die der Verfasser seit dem Studienjahr 1950/51 an der Universität Innsbruck gehalten hat.
- Karl Wirtz, Karl H. Beckurts: Elementare Neutronenphysik. Springer, Berlin 1958 (VIII, 243 S., eingeschränkte Vorschau in der Google-Buchsuche [abgerufen am 21. August 2018]).
- Aleksej D. Galanin: Theorie der thermischen Kernreaktoren. Teubner, Leipzig 1959 (XII, 382 S.). Die Monografie ist 1957 original in russischer Sprache erschienen und 1960 bei Pergamon Press in englischer Übersetzung unter dem Titel Thermal reactor theory.
- Rudolf Schulten, Wernfried Güth: Reaktorphysik. Bibliogr. Institut, Mannheim 1960 (171 S.).
- John J. Syrett: Reaktortheorie. Vieweg, Braunschweig 1960 (VIII, 107 S.).
- Josef Fassbender: Einführung in die Reaktorphysik. Thiemig, München 1967 (VIII, 146 S.).
- Dieter Emendörfer, Karl-Heinz Höcker: Theorie der Kernreaktoren. Bibliographisches Institut, Mannheim, Wien, Zürich 1970 (380 S.).

### Lehrbücher zur Reaktortechnik
- Werner Oldekop: Einführung in die Kernreaktor- und Kernkraftwerkstechnik. Teil I: Kernphysikalische Grundlagen, Reaktorphysik, Reaktordynamik. Thiemig, München 1975, ISBN 3-521-06093-4 (272 S.).
- Dieter Smidt: Reaktortechnik. 2. Auflage. Braun, Karlsruhe 1976, ISBN 3-7650-2019-2 (XVI, 325 S.).
- Albert Ziegler: Lehrbuch der Reaktortechnik. Springer, Berlin, Heidelberg 1983, ISBN 3-540-12198-6 (XI, 242 S.).
- Albert Ziegler, Hans-Josef Allelein (Hrsg.): Reaktortechnik: Physikalisch-technische Grundlagen. 2., neu bearbeitete Auflage 2013. Springer Vieweg, Berlin 2013, ISBN 978-3-642-33846-5 (634 S., eingeschränkte Vorschau in der Google-Buchsuche [abgerufen am 21. August 2018]).

### Internetdokumente
- H. van Dam, T. H. J. J. van der Hagen, J. E. Hoogenboom: Nuclear Reactor Physics. (PDF) 2008, abgerufen am 21. August 2018.
- DOE-HDBK-1019/2-93: Fundamentals Handbook Nuclear Physics and Reactor Theory. Volume 2: Reactor Theory. (PDF) 1993, abgerufen am 21. August 2018.